# لي روجرز (مغني)
لي روجرز (بالإنجليزية: Lee Rogers)‏ هو مغني أمريكي، ولد في 1939، وتوفي في 1990.

## وصلات خارجية
- لي روجرز على موقع ميوزك برينز (الإنجليزية)
- لي روجرز على موقع أول ميوزيك (الإنجليزية)
- لي روجرز على موقع ديسكوغز (الإنجليزية)